# Sphodromantis rudolfae rudolfae
Sphodromantis rudolfae rudolfae es una especie de mantis de la familia Mantidae.

## Distribución geográfica
Se encuentra en Etiopía, Kenia, Somalia y  Zanzíbar.